# 꿈과 음악 사이에
허윤희의 꿈과 음악 사이에(이하 꿈음)는 대한민국의 방송국 기독교방송의 라디오 채널 CBS 음악FM에서 매일 밤 10시부터 밤 12시까지 방송되는 심야 음악전문 라디오 프로그램이다. 주로 대부분의 1990년대 ~ 최근 가요를 들려주며(전통가요(트로트) 장르 / 7080 제외), 현재는 기독교방송 소속의 전문 MC 허윤희가 진행하고 있다. 수도권에서는 초단파 93.9㎒, 부산광역시에서는 초단파 102.1㎒, 서부산에서는 초단파 105.3㎒, 대구광역시 전 지역, 경산, 구미, 칠곡, 성주, 고령 등 경상북도 일부 지역에서는 초단파 97.1㎒, 광주광역시 전 지역, 나주, 담양, 장성 등 전라남도 일부 지역에서는 초단파 98.1㎒, 강원특별자치도, 충청남 · 북도, 전북특별자치도, 제주특별자치도 등의 지방과 해외에서는 CBS 인터넷 라디오 레인보우로 청취할 수 있다.

## 역사
1970년 10월 26일에 CBS 표준FM에서 첫 방송을 시작해, 2001년 9월 16일에 잠정적으로 폐지됐다가, 2003년 11월 10일에 CBS 음악FM에서 다시 부활하여 2년만에 현재까지 방송되고 있다. 장기호, 김창완, 하덕규, 조규찬 등 많은 DJ들이 거쳐갔으며, 현임 DJ 허윤희는 CBS 음악FM 전문 MC 1기로, 2007년 1월 1일부터 진행하고 있다.

## 주요 코너

### 요일별 코너
월 ~ 목요일: 밤의 끝자락에서 (긴 하루의 끝, 마음을 채우는 이야기 한 조각)
금요일: 한밤의 여행자 (금요일 밤, 수고한 나를 위해 낯선 도시로 떠나는 시간)
- 토요일 - 세상의 모든 책 (마음을 흔든 책의 문장들) (2부 중반)
- 일요일 - 시가 있는 일요일 (일요일 밤을 채우는 따뜻한 시 한 편) (2부 중반)

## 같이 보기
- CBS 음악FM

| CBS 음악FM           |                           |                          |
| 이전                 | 허윤희의 꿈과 음악 사이에 | 다음                     |
| 김현주의 행복한 동행 | 허윤희의 꿈과 음악 사이에 | 시작하는 밤 백원경입니다 |
| 저녁 8시 ~ 밤 10시   | 밤 10시 ~ 밤 12시         | 밤 12시 ~ 새벽 2시       |
|                      |                           |                          |

| 부산CBS 음악FM       |                           |                          |
| 이전                 | 허윤희의 꿈과 음악 사이에 | 다음                     |
| 김현주의 행복한 동행 | 허윤희의 꿈과 음악 사이에 | 시작하는 밤 백원경입니다 |
| 저녁 8시 ~ 밤 10시   | 밤 10시 ~ 밤 12시         | 밤 12시 ~ 새벽 2시       |
|                      |                           |                          |

| 대구CBS 음악FM       |                           |                          |
| 이전                 | 허윤희의 꿈과 음악 사이에 | 다음                     |
| 김현주의 행복한 동행 | 허윤희의 꿈과 음악 사이에 | 시작하는 밤 백원경입니다 |
| 저녁 8시 ~ 밤 10시   | 밤 10시 ~ 밤 12시         | 밤 12시 ~ 새벽 2시       |
|                      |                           |                          |

| 광주CBS 음악FM       |                           |                          |
| 이전                 | 허윤희의 꿈과 음악 사이에 | 다음                     |
| 김현주의 행복한 동행 | 허윤희의 꿈과 음악 사이에 | 시작하는 밤 백원경입니다 |
| 저녁 8시 ~ 밤 10시   | 밤 10시 ~ 밤 12시         | 밤 12시 ~ 새벽 2시       |
|                      |                           |                          |